# Elvio Fredrich
Elvio Epifanio Fredrich (Santa Rita, Provincia de Misiones, Argentina; 25 de junio de 1985) es un futbolista argentino. Juega de mediocampista y su primer equipo fue Gimnasia y Esgrima La Plata. Actualmente retirado del futbol profesional.

## Clubes
| Club                       | País      | Año         |
| -------------------------- | --------- | ----------- |
| Gimnasia y Esgrima (LP)    | Argentina | 2005-2006   |
| Almagro                    | Argentina | 2006-2007   |
| Gimnasia y Esgrima (LP)    | Argentina | 2007-2008   |
| Los Andes                  | Argentina | 2008-2009   |
| Boca Unidos                | Argentina | 2009-2010   |
| Manta FC                   | Ecuador   | 2011        |
| Boca Unidos                | Argentina | 2011-2012   |
| All Boys                   | Argentina | 2012-2013   |
| Talleres (C)               | Argentina | 2013-2014   |
| Tristán Suárez             | Argentina | 2014        |
| Gimnasia de Mendoza        | Argentina | 2015 - 2016 |
| Atlético Uruguay           | Argentina | 2016        |
| Juventud Agrario Corralito | Argentina | 2019-2022   |

River Plate de Villa Bonita (2023-actualidad)